# 박경원 (1923년)
박경원(朴璟遠, 1923년 1월 3일 ~ 2008년 2월 20일)은 대한민국의 군인 겸 정치인이다.

## 주요 이력
그는 대한민국 육군 중장 예편 이후 대한석탄공사 총재를 지낸 군인 출신 국영기업인이자 정치인이며 내무부 장관, 체신부 장관, 교통부 장관, 제10대 민주공화당 국회의원을 역임하였다.
본관은 밀양(密陽)이며 호(號)는 연우(蓮牛)

## 생애

### 학력
- 1941년 전라남도 목포고등상업학교 졸업
- 1946년 대한민국 군사영어학교 1기
- 1946년 대한민국 육군사관학교 2기
- 1949년 대한민국 육군보병학교 졸업
- 1951년 대한민국 육군기갑학교 졸업
- 1953년 미국 육군포병학교 졸업
- 1954년 대한민국 육군공병학교 졸업
- 1956년 대한민국 국방대학교 행정학사 1기
- 1959년 단국대학교 법학과 학사
- 1961년 대한민국 국방대학원 행정학 석사

### 군 복무활동
1941년 일본 육군 예하 지원군으로 징집된 그는 1945년 광복 후 일본 육군에서 쫓겨나 1946년 군사영어학교 1기로 임관하였으며 그 후 육군 제4군단 포병연대장(포병사령관)ㆍ육군 제1사단장ㆍ육군 제27사단장ㆍ육군본부 병참감ㆍ육군첩보부대장ㆍ제13대 육군 제2군단장을 역임하였다. 한국 전쟁시 박정희 대령(이후 대한민국 대통령)을 비롯한 15명의 포병장성들 (이기건(준장 예편)·이명제(소장 예편)·송석하(소장 예편)·이창정(소장 예편)·김영주(준장 예편)·최경만(준장 예편)·박현수(소장 예편)·김동수(준장 예편)·이춘경(준장 예편)·김상복(중장 예편)·이희권(준장 예편)·김동빈(중장 예편)·강태민(소장 예편)·이백우(준장 예편))과 함께 각 사단의 포병사령관으로 발탁되었다. 2군단장으로 재직하던 시절 1961년 7월 대침투작전에서 적 사살 2명, 생포 2명, 월북기도자 6명을 검거하는 전과를 올렸다. 군사혁명 후 1962년 27대 내무부 장관에 임명되었으나 1963년 다시 군에 복귀, 육군 중장으로 합참 본부장(合參本部長), 1965년에는 2군사령관을 역임하였다.

### 정치활동
5.16 군사혁명 4일 후 5월 20일에 군복을 입은채로 내무부장관에 임용된 박경원은 정부수립 이후 최초의 현역군인 내무부장관이 되었다.  1962년 27대 내무부 장관 역임 후 1966년에 19대 체신부 장관에 발탁되었고 1968년에 다시 32대 내무부 장관을 지냈다. 이 후 5.16 재단 이사로 선임되고 대한석탄공사 총재를 거쳐 1972년 12월 새로운 헌법에 의한 통일 주체 국민 회의의 사무 총장에 임명되었다. 이 후 3번째로 내무부 장관(36대)과 17대 교통부장관을 역임하였다. 1979년에는 민주공화당 소속으로 제 10대 국회의원(마포구, 용산구: 1979년 3월 12일- 1980년 10월 27일)과 공화당 중앙위원회 부위원장으로 활동하였다.
박정희가 중용한 인맥의 중심인물로 특히 내무부장관 재임 당시 새마을운동은 당시 내무부 소관으로 박경원이 전국적으로 과잉생산된 시멘트와 쌍용양회의 자금난을 해결하기 위해 박정희 전대통령에게 시멘트를 전국적으로 배포하는 방법을 제안하여 시작되었다. 1970년 4월 22일, 박정희 대통령이 새마을운동의 모태인 "새마을 가꾸기 운동"을 한해대책 지방장관회의에서 공식적으로 발설하였고 정부가 재고 시멘트를 구입하여 약 35,000개 부락에 333부대씩 지급되어 빨래터, 다리 등이 놓아지기 시작하였다. 이 후 박경원은 주민등록제도 실시, 경부고속도로 건설, 예비군과 민방위대 창설을 지휘하여 여러 국가기반조직 확립의 주역이 되었다.

### 정계은퇴 후
정계은퇴 후 JSA자유의 집 건설단장, 명동 코스모스 백화점 고문, 제15대 배구협회장 등을 역임하였다. 또한 국제 친선교류단체인 Friend Force International의 한국 회장직을 맡았다.

## 평가와 비판
- 총 다섯차례의 장관직과 국회의원이라는 이력의 대표적인 관운 좋은 정치인 중 한명으로 현재 대한민국의 농업과 복지, 교통, 물류, 통신현대화 등의 분야에서 국가 발전을 선도하였는데 그만큼 빈틈없고 강한 리더쉽에 대한 일화가 다수 기록되고 있다. 내무장관 당시 국민과 호흡한다는 시정방침을 강조하여 군사정권의 혁명과업에 많은 국민들이 찬성하였지만 군사정부 자체는 국민들에게 완전하게 받아들여지지 못하였다. 특히 새마을운동은 국제적으로 한 국가의 농촌발전에 대한 성공적인 사례로 평가받고 있으나 개발 위주의 획일화된 정책이라는 비판을 받기도 한다.
- 현대사에 대표적인 관운좋은 사람 중 하나로로 3공 당시 장관 5차례(내무3, 교통1, 체신1)와 10대 국회의원을 지냈다.

## 가족 관계
그는 아버지 박춘(朴瑃) 선생의 슬하 3남 5녀 중 장남이자 셋째로 출생하였으며 그의 친어머니는 그가 목포고등상업학교 재학 시절이던 1936년에 별세하여 아버지가 1938년 재혼하였으며 아버지와 계모 사이에서 출생한 이복 누이동생과 이복 남동생이 있었는데 이복 누이동생 박유원은 훗날 예비역 육군 소장 출신의 김재명 前 서울지하철공사 사장과 결혼하여 이복 친인척 관계를 이루었다. 앞에서 거론을 한 것처럼 친가 쪽에서 이복 누이동생은 서울지하철공사 사장을 3회에 걸쳐 연임한 육군 소장 출신 김재명과 결혼하여 김재명 장군과 이복 매제의 관계이다. 또한 친가 쪽에서 막내 이복 남동생은 前 서울 동작구 부구청장 박형원 예비역 육군 중위이다. 처가 쪽에서 손아래 동서는 수도군단장, 국방대학원장, 육사교장, 한국석유공사 이사장 등을 역임한 육군 중장 출신 최문규이다.

## 일화
- 1947년 가을 춘천에서 박경원은 (당시 8연대 경리장교) 고금옥과 결혼식을 올렸다. 고금옥은 원산에서 출생하여 루시여고를 나온 뒤 교사생활을 잠깐 하다가 월남했다. 당시 육군 대위로 조선경비사관학교(육사 전신) 중대장이었던 박정희는 친구들과 함께 하객으로 이 결혼식에 참석했다. 박정희는 박경원보다 여섯 살이 많았으나 "박형"이라 부르면서 접근하는 박경원과 친했다. 이 결혼식의 신랑측 들러리는 김점곤 대위였고 신부 고금옥의 들러리는 이현란이라는 이화여대 학생이었다. 김점곤은 그날 밤 이현란과 하객들 하고 유쾌하게 놀았다. 이현란은 미인이었다. 몸매는 날씬하고 얼굴은 이국적으로 생긴 데다가 성격이 쾌활했다. 나이는 김점곤보다 많게 보여 친구들이 "다른 건 다 맞는데 나이가 안맞는군"이라고 농담도 했다. 몇 달 뒤 김점곤은 용산에 있는 육군장교 관사로 박정희 대위를 찾아갔다가 깜짝 놀랐다. 그 들러리 아가씨가 박대위와 같이 살림을 하고 있는 것이었다. 놀란 것은 박경원도 마찬가지였다. 박경원도 결혼한 뒤에 용산 관사에서 살림을 차렸다. 이 관사촌은 미군들이 사용하다가 철수한 뒤 우리 장교들에게 넘겨준 것이었다. 서양식을 한국식으로 개조하 여 온돌과 장작아궁이를 만들어 쓰고 있었다. 한 집에 방이 서너개 있는 좋은 집이었다. 어느날 박정희와 이현란의 동거사실을 아내 고금옥에게 전해들은 박경원은 평소 허물없이 지내는 사이인데 한 마디도 하지 않은 것에 섭섭해 하였다.
- 박정희 대통령을 근엄하고 무섭다고들 했지만 남에게 다정다감하고 자신에게 엄격했다고 회고했다.  박정희 대통령의 좌우명이 “내 몸가짐을 추상 같이 하고 (持己秋霜) 남을 대하기는 봄바람 같이 한다”(對人春風)라고 설명했다.  박대통령의 말년에는 독백이 종종 있어 듣기에 민망한 경우가 있었다고 한다. 박대통령이 유신2기로 당선됐을 때 박경원 전 내무부 장관이 통일주체 사무총장 자격으로 당선증을 증정하다 “혼자 나와서 1등했다”고 스스로 쑥스러워했다. 이어 “80년대에 들어가면 개헌을 해야겠어...”라고 독백하는 말을 들었다.
- 박경원은 후일(90년대 후반) 다음과 같이 말했다. "새마을 관계도 그때 내무부 소관이였다. 내가 시작을 했다. 그때 공장을 만들었는데 시멘트가 잘 안 팔렸다. 김성곤이 찾아와서 죽겠다고 내개 시멘트도 사달라고 했다. 그래서 30억을 내서 전국적으로 시멘트를 한부락에 288포씩-10만 원-배당했다. 총 3만 부락 정도에 시멘트를 제공했다. 도시 근교의 부락까지 합치면 약 4만 부락이었으나 도시 근교의 부락은 뺐다. 그래서 새마을운동을 시작했다". 박경원은 새마을운동을 처음 생각해낸 사람은 누구였느냐는 질문에 대해서도 "새마을운동은 시멘트 때문에 시작된 것이었다.시멘트가 남았는데 어떻게 할 수가 없었다. 박정희 대통령에게 이야기하고 이루어진 것이었다"라고 말한다.

## 국내ㆍ외 상훈 내역
| - 월남2등무공훈장 - 태국1급최고훈장 - 일등근무공로훈장 - 일등보국훈장 - 청조근정훈장 - 2등근무공로훈장 - 3등근무공로훈장 - 총무무공훈장 - 화랑무공훈장 | - 적십자 10년 봉사장 - 방위포장 - 서독십자명예훈장 - 미국동성훈장 - 엘살바도르 공화국 일등수교훈장 - 가봉 공화국 Grand Officer 훈장 - 니제르 공화국 공로훈장대십자장 - 말레이시아 팡크리마망쿠네가라훈장 - 에티오피아 성장명예훈장 |

## 같이 보기
| - 박정희 - 백선엽 - 홍성철 - 이호 - 신성일 - 최규하 - 이기건 - 송석하 - 김영주 - 김점곤 - 김종필 | - 한신 - 노재현 - 김계원 - 오치성 - 김치열 - 김대중 - 김동빈 - 강태민 - 고건 |

## 참고 문헌
- 김수학, <이팝나무 꽃그늘>: 보릿고개 넘어온 눈물의 민족사 (나남출판, 2008)
- 조갑제, 박정희 (조갑제닷컴, 2007)
- 이규연, <대한민국 파워엘리트>: 한국을 움직이는 엘리트, 그들은 누구인가 (황금나침반, 2006)
- 이기열, 정보통신역사기행 (북스토리, 2006)
- 김정령, 최빈국에서 선진국 문턱까지 (랜덤하우스코리아, 2006)
- 이만섭, <나의 정치인생 반세기>: 이승만부터 노무현까지지 (문학사상사, 2004)
- 노영기, 1960년대 한국의 근대화와 지식인 (선인, 2004)
- 한민족문화, 내가 겪은 해방과 분단 (한국정신문화연구원, 2001)
- 신복룡, 한국 분단사 연구 (한울 아카데미, 2001)
- 권노갑, 대통령과 함께한 사람들 (맑은물, 2000)
- 김충식, 남산의 부장들 (동아일보사, 1992)
- 연표,인물,지표로본 남북한 45년사 (월간다리, 1989)

## 역대 선거 결과
| 실시년도 | 선거   | 대수 | 직책     | 선거구             | 정당       | 득표수    | 득표율          | 순위 | 당락 | 비고 |
| -------- | ------ | ---- | -------- | ------------------ | ---------- | --------- | --------------- | ---- | ---- | ---- |
| 1978년   | 총선   | 10대 | 국회의원 | 서울 마포구·용산구 | 민주공화당 | 114,444표 | \| \| 35.62% \| | 1위  |      | 초선 |
|          | 35.62% |      |          |                    |            |           |                 |      |      |      |